# Динстање
Динстање (пирјање) је процес термичке обраде намирница у пари, у затвореној посуди на тихој ватри уз додатак уља, тако да се делимично кува али и делимично пржи.
Здрава исхрана као вечита дилема и тежња није базирана само на правилном одабиру намирница, већ је потребно обратити пажњу на начин припреме хране.
Динстање је погодно за најмање мекане комаде меса који постају меки и сочни методом споре влажне топлоте. То га чини популарним у кувању по ниској цени. Резови са одређеном количином мраморног и желатинозног везивног ткива дају влажне, сочне чорбе, док немасно месо лако може постати суво.
Варива се згушњавају редукцијом или брашном, или премазивањем комада меса брашном пре печења, или употребом запршке или beurre manié, теста које се састоји од једнаких делова масти и брашна. Могу се користити и средства за згушњавање као што су кукурузни скроб, кромпиров скроб или ароурут.

## Историја
Варива се праве од давнина. Најстарији познати доказ о паприкашу пронађен је у Јапану, који датира из џомонског периода. Поред тога, Херодот каже да су Скити (8. до 4. век пре нове ере) „стављали месо у стомак животиње, помешали воду са њим и тако га кували на ватри од костију. Кости веома добро горе, а бураг лако садржи сво месо када се скине. На тај начин се вол, или било која друга жртвована звер, генијално скува саму себе.”
Рецепти за јагњеће и рибље чорбе налазе се у римској куварској књизи Apicius, за коју се верује да потиче из 4. века. Le Viandier, једна од најстаријих куварских књига на француском, коју је почетком 14. века написао француски кувар познат као тарел, садржи рагу или чорбе разних врста.
Прва писана референца на 'ирски паприкаш' је у Бајроновом делу „Ђавоља вожња” (1814): „Ђаво је... вечерао... бунтовника или тако нешто у ирском паприкашу.”

## Типови
Бела чорба на бази меса позната и као бланкети или фрикасе се праве од јагњетине или телетине која је бланширана или лагано пржена без запечености и кувана у чорби. Смеђи паприкаши се праве од комадића црвеног меса који се прво прже или запеку, пре него што се додаје запечени мирепва, а понекад и запечено брашно, зачини и вино.

## Процес динстања
Намирницу која је премет обраде (обично месо) на мало масноће ставити у загрејану посуду те сталним додавањем воде или неке друге течности (вино, бујон) вршимо њену термичку обраду. Сама намирница динстањем отпушта вишак влаге, тако да је крајњи резултат јело које је припремљено на здравствено прихватљив начин и врло укусно. Процес припреме је кратак а храњиве материје и витамини су сачувани.

## Примери чорби
- Бикоф, чорба од кромпира из Алзаса[7][8][9][10]
- Говеђи бургињо, француско јело од говедине динстано у црвеном бургундском вину[11][12][13]
- Бигос, традиционални паприкаш у пољској кухињи[14]
- Бирја, традиционални паприкаш из Мексика[15][16]
- Пилећа чорба, цела пилетина и зачини[17][18]
- Каш, традиционално јерменско/азербејџанско јело од свињских или говеђих ногу.[19]

## Галерија
- Говеђи паприкаш
- Глинени лонац говеђег паприкаша са кромпиром и печуркама
- Јапанска крем чорба
- Традиционални бујабе из Марсеја, са рибом која се сервира одвојено од супе
- Бронгкос, јавански паприкаш
- Кочинита пибил, хлађење у тигању након кувања
- Гулаш у традиционалном „бограцу”
- Пихелштајнер
- Говеђи јахни
- Свињски гулаш (ragoût de porc)
- Карелијски гулаш
- Ирски паприкаш